# Kumeu (rivière)
La rivière Kumeu  (anglais : Kumeu River) est un cours d’eau du district de Rodney dans la région d’Auckland, dans l’Île du Nord de la Nouvelle-Zélande et un affluent droit du fleuve Kaipara.

## Géographie
De 22 km de longueur, elle draine le nord de la chaîne de Waitakere près d’Auckland, courant en travers la ville de Kumeu avant de se fusionner avec le fleuve Kaipara en rive droite.

## Photographies
- Photograph of Kumeu River held in Auckland Libraries' heritage collections.